# Tristan Waleckx
Tristan Waleckx, né le 28 septembre 1983 à Orsay, est un journaliste et reporter français.
Depuis septembre 2021, il présente et dirige l'émission d'investigation Complément d'enquête sur France 2.

## Biographie

### Études et formation
Originaire de Montpellier, Tristan Waleckx a été scolarisé au Lycée Joffre avant de s'inscrire à faculté d’histoire à l’université Paul-Valéry en Sciences de l'Homme, des Territoires et de la Société, Mention Histoire moderne et contemporaine. Il y obtient sa maîtrise en 2005. Par la suite, il poursuit ses études à l'École supérieure de journalisme de Lille dont il sort diplômé en 2007.

### Carrière

#### Reporter sur TF1
En 2007, il intègre la rédaction du journal télévisé de la chaîne de télévision française TF1 en tant que journaliste et reporter.
En mars 2011, il est l'un des rares journalistes français (avec Omar Ouahmane) à se trouver dans la zone de Fukushima, au moment de l'accident nucléaire de Fukushima,.

#### Reportages pour les magazines de France 2
En 2012, il intègre le magazine d'investigation Complément d'enquête présenté par Benoit Duquesne sur France 2. 
En 2017, avec Matthieu Rénier, il est récompensé par le prix Albert-Londres pour leur portrait télévisuel « Vincent Bolloré, un ami qui vous veut du bien ? », dans lequel il évoque notamment « les clauses de silence signées par les salariés de Vincent Bolloré en échange d'argent », clauses qui sont, selon Jean-Baptiste Rivoire « un puissant frein à la liberté d'informer ». 
Ce reportage vaudra à France Télévisions une plainte pour diffamation de la part de Vincent Bolloré,. Les deux journalistes seront toutefois relaxés par le tribunal correctionnel de Nanterre en juin 2018,. Les journalistes sont alors attaqués auprès de la justice camerounaise pour des chefs d'accusation similaires,.
Tristan Waleckx rejoint ensuite Élise Lucet et le magazine télévisé Envoyé spécial pour lequel il réalise plusieurs enquêtes, dont celle sur l'affaire Bygmalion — enquêtes que Nicolas Sarkozy tente de faire déprogrammer,, — ou « l’interview oubliée » de Pénélope Fillon pendant la campagne présidentielle de 2017.
Son travail d’investigation est récompensé lors de festivals internationaux avec notamment : le prix du meilleur reportage long aux DIG Awards 2018 pour « Sexe, mensonge et vidéo », enquête sur les Kompromats en Russie ; et la mention spéciale du jury du Prix Europa, qui distingue chaque année les meilleures productions européennes, pour l'enquête « Monsanto, la fabrique du doute » remis en 2019.
En 2019, il est en conflit ouvert avec la journaliste du quotidien L'Opinion, Emmanuelle Ducros, au sujet des dangers du glyphosate.

#### Rédacteur en chef et présentateur deComplément d'enquête
En septembre 2021, il succède à Jacques Cardoze et devient présentateur et rédacteur en chef de l'émission Complément d'enquête sur France 2.
En octobre 2023, il fait l'objet d'une plainte pour diffamation de Philippe de Villiers après la diffusion d'un numéro du magazine consacré aux coulisses du Puy du Fou. En 2023, il est menacé de mort à domicile à la suite du documentaire sur le Hamas qu'il a réalisé.

### Articles
- Complément d'enquête
- Prix Albert-Londres